# Prix Quincey
Groupe III
Le Prix Quincey est une course hippique de groupe III se déroulant annuellement dans le cadre du Meeting de Deauville et ouverte aux chevaux de quatre ans plus, sur une distance de 1600 mètres.

## Histoire
Le Prix Quincey a lieu pour la première fois en 1919 sous le nom de Prix de la Côte Fleurie, et prend son nom actuel en 1925, en hommage au Comte de Quincey, membre de la Société d'Encouragement, décédé un an plus tôt. Se déroulant dans les mêmes conditions que le Prix Jaques le Marois, le Prix Quincey fait figure de consolation pour les chevaux n'ayant pas figuré dans le classique deauvillais. Le Prix Quincey se déroule traditionnellement le dernier dimanche du Meeting de Deauville, dans la réunion du Grand Prix de Deauville.

## Palmarès
| Année | Vainqueur        | Pays        | Père              | Jockey                | Entraîneur           | Propriétaire                    | Temps   |
| ----- | ---------------- | ----------- | ----------------- | --------------------- | -------------------- | ------------------------------- | ------- |
| 2022  | Tempus           | Royaume-Uni | Kingman           | Hollie Doyle          | Amber Watson         | Hambleton Racing                | 1'34"94 |
| 2021  | Dilawar          | France      | Dubawi            | Christophe Soumillon  | Alain de Royer-Dupré | Écurie Aga Khan                 | 1'36"20 |
| 2020  | Stunning Spirit  | France      | Invincible Spirit | Mickaël Barzalona     | Fréderic Rossi       | Le Haras De La Gousserie        | 1'42"71 |
| 2019  | Skalleti         | France      | Kendargent        | Pierre-Charles Boudot | Jérome Reynier       | Jean-Claude Seroul              | 1'35"70 |
| 2018  | Graphite         | France      | Shamardal         | Mickaël Barzalona     | André Fabre          | Écurie Godolphin                | 1'36"93 |
| 2017  | Attendu          | France      | Acclamation       | Maxime Guyon          | Carlos Laffon-Parias | Écurie Wertheimer et frère      | 1'40"01 |
| 2016  | Siyoushake       | France      | Siyouni           | Stéphane Pasquier     | Freddy Head          | Roy Racing Ltd & A Morley       | 1'37"98 |
| 2015  | Johnny Barnes    | Royaume-Uni | Acclamation       | Frankie Dettori       | John Gosden          | Bermuda Thoroughbred Racing Ltd | 1'40"23 |
| 2014  | Solow            | France      | Singspiel         | Olivier Peslier       | Freddy Head          | Écurie Wertheimer et frère      | 1'42"75 |
| 2013  | Fire Ship        | Royaume-Uni | Firebreak         | Neil Callan           | William Knight       | IGP / Winkworth                 | 1'39"70 |
| 2012  | Fractional       | France      | Manduro           | Maxime Guyon          | André Fabre          | Écurie Godolphin                | 1'35"50 |
| 2011  | Zinabaa          | France      | Anabaa Blue       | Yannick Letondeur     | Michel Macé          | Ecurie Victoria Dreams          | 1'39"50 |
| 2010  | Elusive Wave     | France      | Elusive City      | Ioritz Mendizabal     | Jean-Claude Rouget   | Martin Schwartz                 | 1'41"10 |
| 2009  | Racinger         | France      | Spectrum          | Davy Bonilla          | Freddy Head          | Hamdan Al Maktoum               | 1'34"20 |
| 2008  | Laa Rayb         | Royaume-Uni | Storm Cat         | Royston Ffrench       | Mark Johnston        | Ahmed Al Maktoum                | 1'36"80 |
| 2007  | Kavafi           | France      | Zafonic           | Miguel Blancpain      | Carlos Laffon-Parias | Leonidas Marinopoulos           | 1'42"50 |
| 2006  | Hello Sunday     | France      | Poliglote         | Christophe Lemaire    | Criquette Head       | Micheline Leurson               | 1'42"30 |
| 2005  | Special Kaldoun  | France      | Alzao             | Dominique Bœuf        | David Smaga          | Ecurie Chalhoub                 | 1'43"40 |
| 2004  | Autumn Glory     | Royaume-Uni | Charnwood Forest  | Steve Drowne          | Geoff Wragg          | Mollers Racing                  | 1'43"20 |
| 2003  | My Risk          | France      | Take Risks        | Christophe Soumillon  | Jean-Marie Béguigné  | Roland Monnier                  | 1'39"60 |
| 2002  | Devious Indian   | France      | Dr. Devious       | Olivier Plaçais       | André Fabre          | Édouard de Rothschild           | 1'38"20 |
| 2001  | Ing Ing          | France      | Bering            | Dominique Bœuf        | Nicolas Clément      | André de Ganay                  | 1'38"70 |
| 2000  | Penny's Gold     | France      | Kingmambo         | Thierry Thulliez      | Pascal Bary          | Overbrook Farm                  | 1'32"80 |
| 1999  | Mahboob          | France      | Marju             | Frédéric Spanu        | John Hammond         | Hamdan Al Maktoum               |         |
| 1998  | Perfect Vintage  | France      | Shirley Heights   | Yutaka Take           | Corine Barande-Barbe | NP Bloodstock Ltd               | 1'36"50 |
| 1997  | Marathon         | France      | Diesis            | Olivier Doleuze       | Criquette Head       | Alec Head                       | 1'43"80 |
| 1996  | Rising Colours   | France      | Rusticaro         | Alain Junk            | Philippe Demercastel | Naji Pharaon                    | 1'38"90 |
| 1995  | Two O'Clock Jump | Royaume-Uni | Be My Guest       | Gérald Mossé          | Richard Hannon Sr.   | Bob Lalemant                    | 1'40"00 |
| 1994  | Pollen Count     | Royaume-Uni | Diesis            | Gary Hind             | John Gosden          | Cheikh Mohammed                 | 1'43"60 |
| 1993  | Bon Point        | France      | Soviet Star       | Thierry Jarnet        | André Fabre          | Khalid Abdullah                 | 1'40"20 |
| 1992  | Dampierre        | France      | Lear Fan          | Thierry Jarnet        | André Fabre          | Daniel Wildenstein              | 1'44"60 |
| 1991  | Masterclass      | France      | The Minstrel      | Thierry Jarnet        | André Fabre          | Khalid Abdullah                 | 1'37"10 |
| 1990  | Ocean Falls      | France      | Wassl             | Guy Guignard          | Myriam Bollack-Badel | L. E. de Paula Machado          | 1'39"10 |
| 1989  | Go Milord        | France      | Solicitor         | Freddy Head           | Marcel Rolland       | Robert Dupuis                   | 1'42"50 |
| 1988  | Always Fair      | Royaume-Uni | Danzig            | Walter Swinburn       | Michael Stoute       | Maktoum Al Maktoum              | 1'38"10 |
| 1987  | Tobin Lad        | France      | J.O. Tobin        | Gérald Mossé          | André Fabre          | Tony Richards                   |         |
| 1986  | Apeldoorn        | France      | R.B. Chesne       | Alain Badel           | Philippe Barbe       | Gabriel Coscas                  |         |
| 1985  | Heraldiste       | France      | Lyphard           | Gérald Mossé          | Patrick Biancone     | Daniel Wildenstein              |         |
| 1984  | Teleprompter     | Royaume-Uni | Welsh Pageant     | Brian Rouse           | Bill Watts           | 18ème Comte de Derby            |         |
| 1983  | Great Substence  | France      | Pretense          | Alfred Gibert         | Mitri Saliba         | Mahmoud Fustok                  |         |
| 1982  | King James       | France      | English Prince    | Gérard Dubroeucq      | Guy Bonnaventure     | Yvan Coscas                     |         |
| 1981  | Phydilla         | France      | Lyphard           | Freddy Head           | Olivier Douieb       | Robert Sangster                 |         |
| 1980  | Kilijaro         | France      | African Sky       | Freddy Head           | Olivier Douieb       | Serge Fradkoff                  |         |
| 1979  | Bellypha         | France      | Lyphard           | Freddy Head           | Alec Head            | Écurie Wertheimer               |         |

## Vainqueurs notables
- Elusive Wave (2010) : Lauréate de la Poule d'Essai des Pouliches en 2009.
- Solow (2014) : Cheval hongre, quintuple lauréat de groupe I, dont les prestigieuses Queen Elizabeth II Stakes d'Ascot.
- Skalleti (2019) : Double vainqueur de groupe I, ayant remporté en 2021 le Prix d'Ispahan et la Bayerisches Zuchtrennen.